# رود تاون
رود تاون (Road Town) هي عاصمة الجزر العذراء البريطانية وأكبر مدنها. بلغ عدد سكانها 9400 نسمة (عام 2004). تقع في جزيرة تورتولا بالكاريبي، شرق بورتوريكو. تعد المدينة ميناء لمدخل.

## المناخ
يظهر الجدول التالي التغييرات المناخية على مدار السنة لرود تاون:
| البيانات المناخية لـرود تاون      | البيانات المناخية لـرود تاون | البيانات المناخية لـرود تاون | البيانات المناخية لـرود تاون | البيانات المناخية لـرود تاون | البيانات المناخية لـرود تاون | البيانات المناخية لـرود تاون | البيانات المناخية لـرود تاون | البيانات المناخية لـرود تاون | البيانات المناخية لـرود تاون | البيانات المناخية لـرود تاون | البيانات المناخية لـرود تاون | البيانات المناخية لـرود تاون | البيانات المناخية لـرود تاون |
| الشهر                             | يناير                        | فبراير                       | مارس                         | أبريل                        | مايو                         | يونيو                        | يوليو                        | أغسطس                        | سبتمبر                       | أكتوبر                       | نوفمبر                       | ديسمبر                       | المعدل السنوي                |
| --------------------------------- | ---------------------------- | ---------------------------- | ---------------------------- | ---------------------------- | ---------------------------- | ---------------------------- | ---------------------------- | ---------------------------- | ---------------------------- | ---------------------------- | ---------------------------- | ---------------------------- | ---------------------------- |
| الدرجة القصوى °م (°ف)             | 33 (91)                      | 32 (89)                      | 32 (89)                      | 35 (95)                      | 34 (93)                      | 35 (95)                      | 35 (95)                      | 36 (96)                      | 35 (95)                      | 33 (92)                      | 33 (91)                      | 31 (87)                      | 36 (96)                      |
| متوسط درجة الحرارة الكبرى °م (°ف) | 26 (79)                      | 27 (80)                      | 28 (82)                      | 29 (84)                      | 29 (85)                      | 30 (86)                      | 31 (87)                      | 31 (87)                      | 30 (86)                      | 29 (85)                      | 28 (82)                      | 27 (80)                      | 29 (84)                      |
| متوسط درجة الحرارة الصغرى °م (°ف) | 20 (68)                      | 19 (67)                      | 20 (68)                      | 21 (69)                      | 22 (71)                      | 23 (73)                      | 23 (73)                      | 23 (73)                      | 23 (73)                      | 22 (72)                      | 22 (71)                      | 21 (69)                      | 22 (71)                      |
| أدنى درجة حرارة °م (°ف)           | 17 (62)                      | 16 (60)                      | 16 (60)                      | 17 (62)                      | 18 (64)                      | 18 (65)                      | 19 (66)                      | 19 (66)                      | 16 (61)                      | 18 (64)                      | 17 (63)                      | 16 (60)                      | 16 (60)                      |
| الهطول مم (إنش)                   | 74 (2.92)                    | 63 (2.49)                    | 55 (2.18)                    | 85 (3.33)                    | 117 (4.59)                   | 71 (2.78)                    | 83 (3.27)                    | 110 (4.4)                    | 156 (6.14)                   | 133 (5.25)                   | 179 (7.04)                   | 110 (4.4)                    | 1٬236 (48.79)                |
| المصدر: Intellicast               |                              |                              |                              |                              |                              |                              |                              |                              |                              |                              |                              |                              |                              |

## أعلام
- أبيجيل هايندمان
- تروي سيزر